# 矫野松
矫野松（1929年8月—2020年1月27日），出生于中華民國黑龙江省集贤县，中華人民共和國上海美术电影制片厂导演、二级动画设计师、中國電影家協會、上海电影家协会会员、中国共产党党员。曾參與《小鲤鱼跳龙门》、《小蝌蚪找妈妈》、《牧笛》、《草原英雄小姐妹》、《小号手》等影片的动画设计，《小白鸽》、《娇娇的奇遇》、《老虎学艺》等影片的导演，《娇娇的奇遇》编剧之一。

矫野松原為东北电影制片厂美术片组成員。1951年隨特偉南遷。1957年，原东北电影制片厂美术片组與华东艺术专科学校、蘇州美術專科學校动画人才及上海本土美术工作者组成了上海美术电影制片厂，矫野松也加入其中。
矫野松的夫人杨素英比其小數歲，毕业于蘇州美術專科學校，專為上海美术电影制片厂製作原画。
2020年1月27日上午10时52分，矫野松去世，享年91岁。